# Мерцлиген
Мерцлиген (нем. Merzligen) — коммуна в Швейцарии, в кантоне Берн. Она состоит из Мерцлингена и Ст. Николауса.
До 2009 года входила в состав округа Нидау, с 2010 года входит в округ Зеланд. Население составляет 407 человек (на 31 декабря 2006 года). 91,4 % населения немецкоязычные, 6,1 % говорят на французском. Официальный код — 0741.